# 無敵の空手! チョップ先生
「無敵の空手! チョップ先生」（むてきのからて! ちょっぷせんせい）は、1956年4月4日に東映系で公開された映画。モノクロ、スタンダード。上映時間は67分のいわゆる「SP映画」。
原作は「毎日新聞」夕刊に連載された小説『チョップ先生』。

## スタッフ
- 企画：光川仁朗
- 原作：今日出海（「毎日新聞」夕刊連載『チョップ先生』より）
- 脚本：舟橋和郎、結束信二
- 監督：小石栄一
- 撮影：星川一郎
- 美術：中村修一郎
- 音楽：飯田三郎
- 録音：広上庄三
- 照明：銀屋謙蔵

## キャスト
- 木原淳平：岡田英次
- 篠原信吉：南原伸二
- 有沢安治：高倉健
- 木原謙助：堀雄二
- 赤城朝子：田代百合子
- 有沢広路：松本克平
- 有沢勝子：鶴実千子
- 久子：藤里まゆみ
- お徳：小宮光江
- 横山春吉：神田隆
- 大石勘平：進藤英太郎
- 説泰和尚：小川虎之助
- 本多平吉：石島房太郎
- 本多洋子：春日とも子
- 美弥子：宮田悦子
- 池田圭子：福島将江

## 同時上映
『剣法奥義 飛剣鷹の羽』
- 原作：五味康祐 / 脚本：結束信二 / 監督：内出好吉 / 主演：東千代之介

| スタブアイコン | サブスタブ | この項目は、まだ閲覧者の調べものの参照としては役立たない、映画に関連した書きかけの項目です。この項目を加筆・訂正などしてくださる協力者を求めています（P:映画/PJ:映画）。 |